# Pociao
Pociao (geboren 1951 in Köln) ist eine deutsche Übersetzerin, insbesondere für Literatur aus dem Englischen, sowie Autorin und Verlegerin.

## Werdegang
Pociao studierte Anglistik, Germanistik und vergleichende Literaturwissenschaft in Bonn, nachdem sie sich längere Zeit in London und New York aufgehalten hatte. In den 1970er Jahren arbeitete sie für den Göttinger Verlag Expanded Media Editions und baute als Vertrieb für amerikanische experimentelle Literatur Pociao’s Books auf; Mitte der 1990er Jahre gründete sie gemeinsam mit der Komponistin Ulrike Haage in Bonn den Verlag Sans Soleil.
Als Autorin erschien Pociao unter anderem in Gasolin 23 oder als Radio-Feature-Autorin; als Herausgeberin war sie neben anderen für Soft Need oder Amok Koma (mit Udo Breger, Jürgen Ploog und Walter Hartmann) tätig.
Zu den von Pociao übersetzten Autoren gehören Laurie Anderson, Tash Aw, Bill Ayers, Jane Bowles, Paul Bowles, William S. Burroughs, Nicholas Christopher, Don DeLillo, Scott und Zelda Fitzgerald, Vivian Gornick, Kent Haruf, Adam Haslett, Laurie Lee, Jeremy Reed, Tom Robbins, Patti Smith, Gore Vidal, Evelyn Waugh, Robert Anton Wilson.
Pociao lebt in Bonn und Tanger (Stand 2018).

## Ausgewählte Übersetzungen
- Tom Robbins: Tibetischer Pfirsichstrudel. Die wahre Geschichte eines fantastischen Lebens. Rowohlt Taschenbuch Verlag, Reinbek bei Hamburg 2017, ISBN 978-3-499-26955-4.

- Evelyn Waugh: Wiedersehen mit Brideshead. Diogenes, Zürich 2013, ISBN 978-3-257-06876-4.
- Evelyn Waugh: Eine Handvoll Staub. Diogenes, Zürich 2014, ISBN 978-3-257-24382-6.
- Evelyn Waugh: Lust und Laster. Diogenes, Zürich 2015, ISBN 978-3-257-24383-3.
- Robert Anton Wilson: Schrödingers Katze (Romantrilogie). Sphinx Verlag, Basel 1981/1982, ISBN 978-3-7205-2383-7.
- Paul Bowles: Allal. Stories aus Marokko. Bonn u. Augsburg 1983, ISBN 978-3-87512-062-2.
- Paul Bowles: Gesang der Insekten. Goldmann, München 1988, ISBN 978-3-442-30959-7
- Paul Bowles: Rastlos. Goldmann, München 1990, ISBN 3-442-30396-6.
- Paul Bowles: Der ferne Kontinent. Goldmann, München 1995, ISBN 978-3-442-42148-0.
- Paul Bowles: Gesammelte Erzählungen. Goldmann, München, 2000, ISBN 978-3-442-30910-8.
- William S. Burroughs: Last Words. Sans Soleil, Bonn 2001, ISBN 978-3-88030-038-5.
- Patti Smith: Das Korallenmeer. bilgerverlag, Zürich 2014 (mit Walter Hartmann), ISBN 978-3-03762-041-0
- Laurie Lee: Cider mit Rosie. bilgerverlag, Zürich 2014 (mit Walter Hartmann), ISBN 978-3-03762-045-8.
- Russell Greenan: In Boston? Diogenes, München 2017, ISBN 978-3-257-23968-3.
- Jeremy Reed: Beach Café. bilgerverlag, Zürich 2016, ISBN 978-3-03762-057-1.
- Jeremy Reed: Rimbauds Delirium. bilgerverlag, Zürich 2020, ISBN 978-3-03762-089-2.
- Kent Haruf: Unsere Seelen bei Nacht. Diogenes, Zürich 2017, ISBN 978-3-257-24553-0.
- Kent Haruf: Abendrot. Diogenes, Zürich 2019, ISBN 978-3-257-24553-0.
- Kent Haruf: Das Band, das uns hält, Diogenes, Zürich 2023, ISBN 978-3-257-24776-3
- Zelda Fitzgerald: Ein Walzer für mich. Diogenes, Zürich 2013, ISBN 978-3-257-24245-4.
- Jeremy Reed: The Nice. bilgerverlag, Zürich 2018, ISBN 978-3-03762-071-7
- Jeremy Reed, Mr. W. H., bilgerverlag, Zürich 2023.
- Vivian Gornick: Ich und meine Mutter. Penguin, München, 2019, ISBN 978-3-328-60030-5
- Vivian Gornick: Eine Frau in New York, Penguin, München, 2020, ISBN 978-3-328-60088-6
- Jeremy Reed: Rimbauds Delirium, bilgerverlag, Zürich 2020, ISBN 978-3-03762-109-7.
- Patricia Highsmith: Ladies, Diogenes, Zürich 2020, ISBN 978-3-257-24634-6
- Dashiell Hammett: Der Malteser Falke, Kampa, Zürich 2020, ISBN 978-3-311-12021-6.
- Julia Phillips: Das Verschwinden der Erde, dtv, München 2020, ISBN 978-3-423-14826-9
- Vincent Carter: Meine weisse Stadt und ich, Limmatverlag, Zürich 2021, ISBN 978-3-03926-009-6.
- Vincent Carter: Amerigo Jones, Limmatverlag, Zürich 2024, ISBN 978-3-03926-073-7.
- Walter Tevis: Der Mann, der vom Himmel fiel, Diogenes, Zürich 2022, ISBN 978-3-257-24713-8.
- Walter Tevis: Die Partie seines Lebens, Diogenes, Zürich 2023, ISBN 978-3-257-07268-6.
- Lawrence Ferlinghetti: Notizen aus Kreuz und Quer, Kupido Verlag, Köln 2023, ISBN 978-3-96675-260-2.
- Julia Phillips: Cascadia, Hanser blau, 2024, ISBN 978-3-446-28153-0.
- Jacqueline O‘Mahony, Sing, wilder Vogel, sing, Diogenes 2024, ISBN 978-3-257-07309-6
- Tash Aw, Fremde am Pier, Luchterhand 2024, ISBN 978-3-630-87704-4

## Auszeichnungen
- 2017: DeLillo-Übersetzungswettbewerb des Deutschen Übersetzerfonds und der FAZ, für die Übersetzung des ersten Kapitels aus Don DeLillos Frühwerk Great Jones Street aus dem Jahr 1973[5]
- 2022: Brockes Stipendium, Deutscher Übersetzerfonds
- 2023: Exzellenz-Stipendium, Deutscher Übersetzerfonds